# Władysław Podkowiński
Władysław Podkowiński (tiếng Ba Lan: [vwaˈdɨswaf pɔdkɔˈvɪɲskʲi]; sinh ngày 4 tháng 2 năm 1866 - mất ngày 5 tháng 1 năm 1895) là một họa sĩ và họa sĩ minh họa bậc thầy người Ba Lan. Ông gắn liền với phong trào Ba Lan trẻ trong thời kỳ Phân chia Ba Lan.

## Sự nghiệp
Podkowiński sinh tại Warsaw. Ông bắt đầu học mỹ thuật tại trường dạy vẽ của Wojciech Gerson. Sau đó, ông tiếp tục học tại Học viện Mỹ thuật Warsaw trong giai đoạn 1880-1884. Sau khi tốt nghiệp, Podkowinski vẽ minh họa cho nhiều tạp chí nghệ thuật hàng đầu ở Warsaw vào thời điểm đó. Năm 1885, ông cùng Józef Pankiewicz theo học Học viện Nghệ thuật Hoàng gia ở St.Petersburg trong hai năm 1885-1886. Khi việc học kết thúc, ông nhận công việc họa sĩ minh họa cho Tygodnik Ilustrowany và trở thành một trong những họa sĩ danh tiếng nhất của tạp chí này.
Nhiều tranh sơn dầu và tranh vẽ bằng màu nước đầu tiên của Podkowiński lần lượt được ra đời trong thời gian này. Tuy nhiên, ông vẫn xem chúng còn mang tính cá nhân chứ chưa mang tính đại chúng. Những tác phẩm ban đầu này chịu nhiều ảnh hưởng từ phong cách của họa sĩ Aleksander Gierymski. Podkowiński bắt đầu xem vẽ tranh là một nghề sau chuyến đi đến Paris vào năm 1889. Tại đây, các họa sĩ trường phái Ấn tượng Pháp, đặc biệt là Claude Monet, đã ảnh hưởng đến ông sâu sắc. Podkowiński sau này được ghi nhận là người đã đưa trường phái Ấn tượng đến Ba Lan. Về cuối đời, sức khỏe suy yếu đã khiến ông nghiêng về chủ nghĩa tượng trưng. Ông mất tại Warsaw vì bệnh lao, hưởng dương 28 tuổi.
Tác phẩm nổi tiếng nhất của ông là bức Cuồng điên (Szał uniesień). Bức tranh được ra mắt lần đầu tại Zachęta, ngay giữa thời điểm mang tính chuyển giao thế kỷ của bầu không khí scandal và sự phản đối kịch liệt của công chúng. Năm 1894, bức tranh được triển lãm tại Warsaw và bị chỉ trích dữ dội. Lần triển lãm đó chỉ kéo dài 36 ngày vì vào ngày thứ 37, Podkowinski đã mang theo một con dao và chém rách tác phẩm của mình. Bức tranh này đã được phục hồi sau khi ông mất. Bức tranh hiện được triển lãm thường trực tại Bảo tàng Sukiennice ở Kraków.

## Tác phẩm tiêu biểu

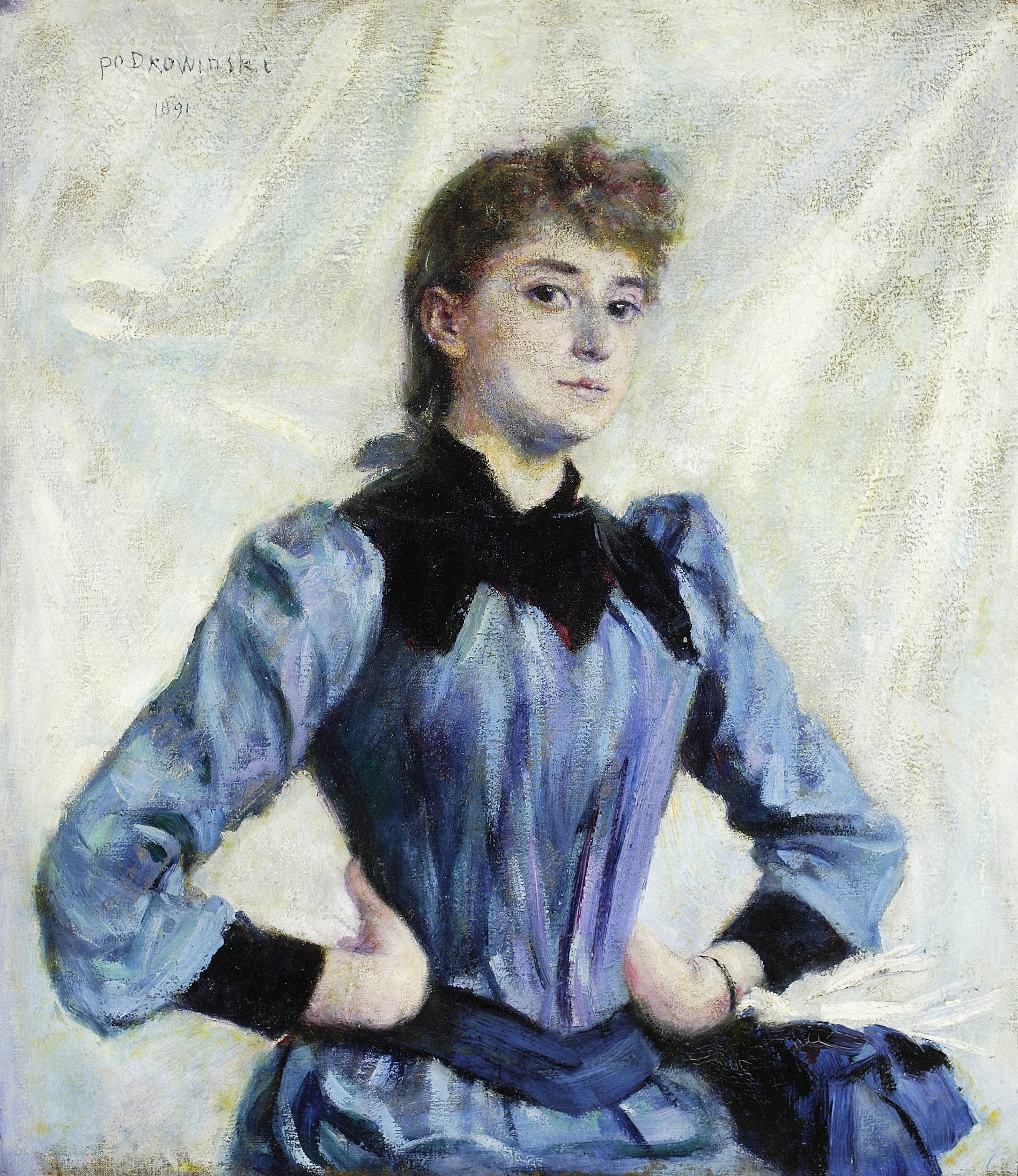
Sự chú ý của một cô gái tóc vàng
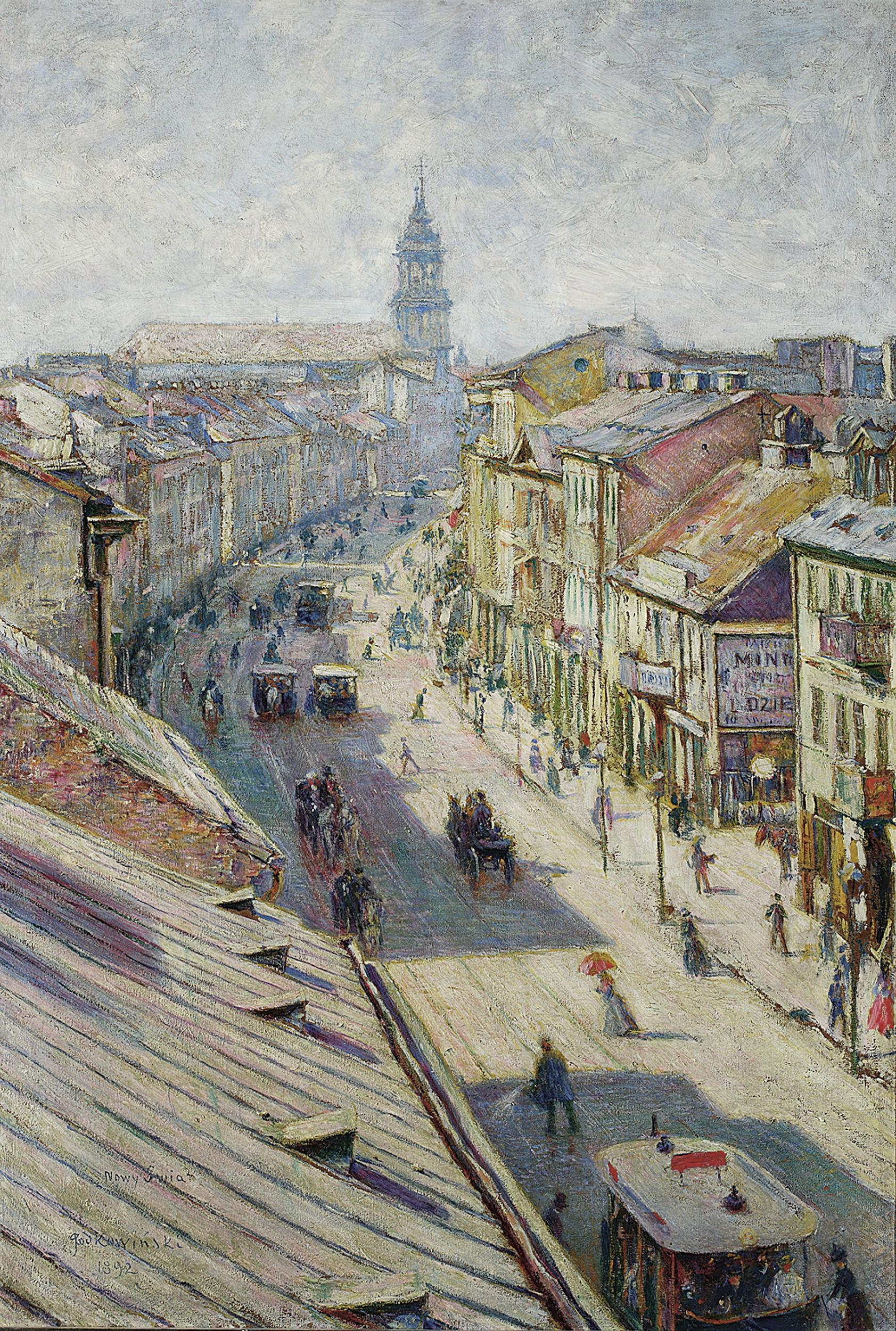
Nowy Świat vào một ngày hè
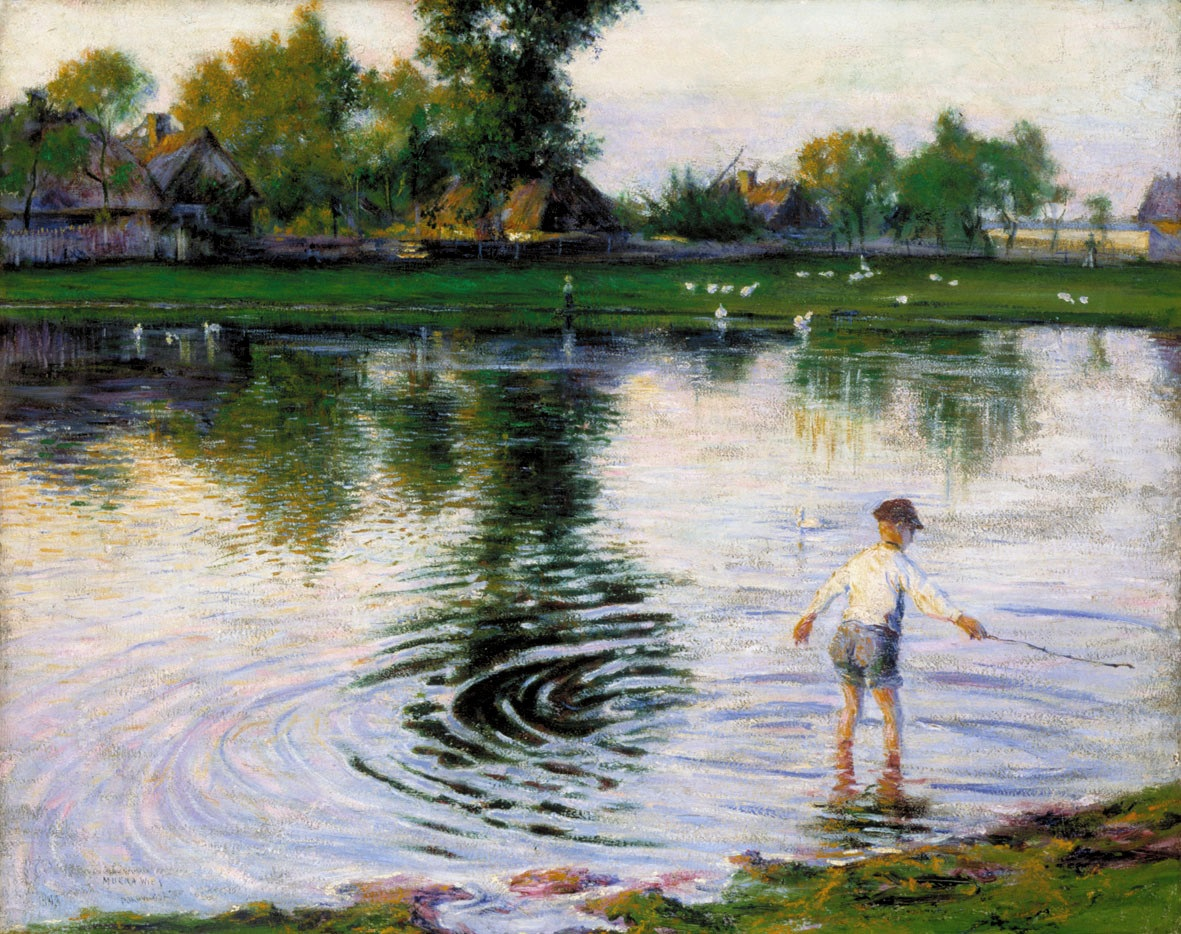
Ngôi làng bên ao nước
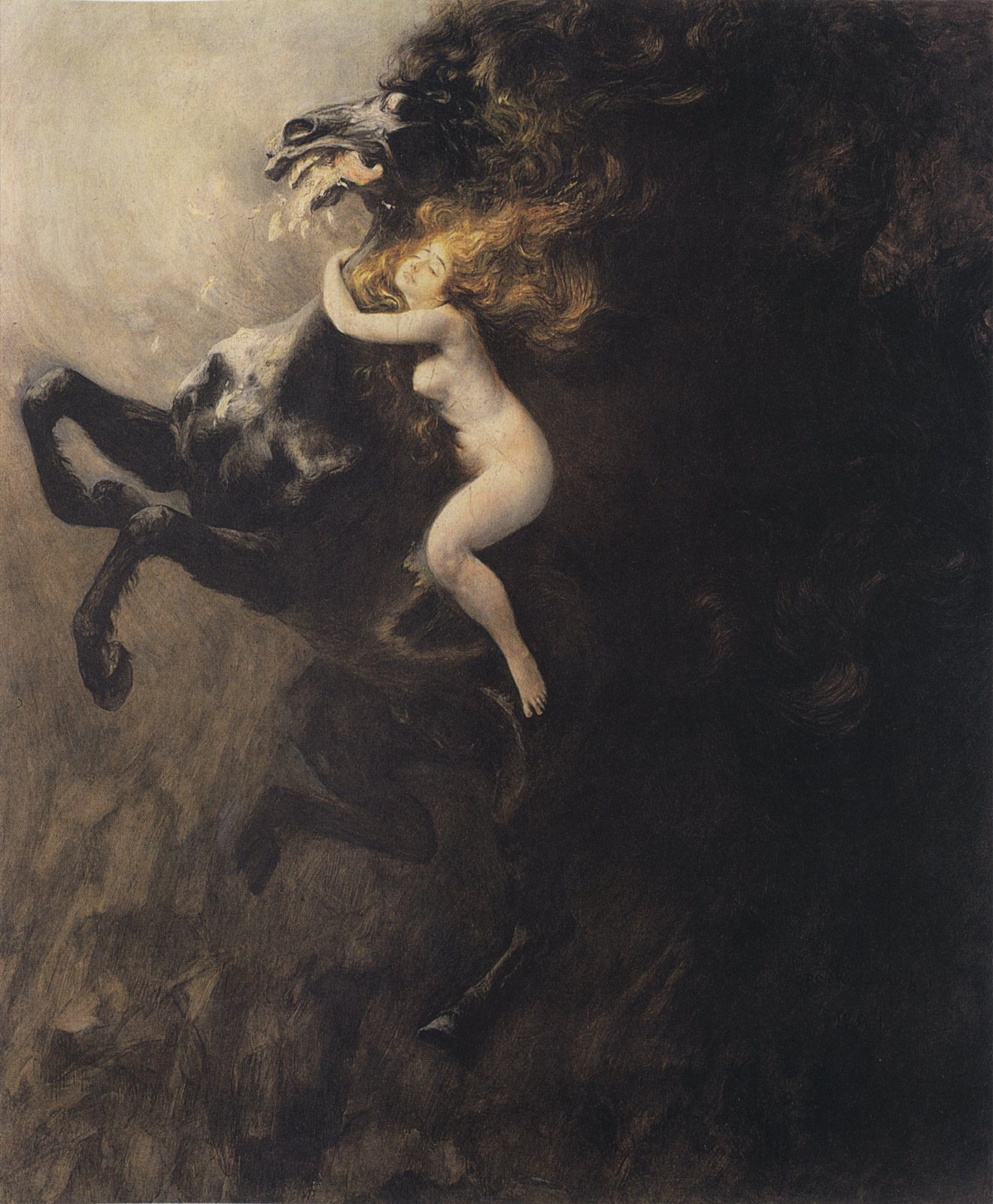
Cuồng điên